# Župetinci
Župetinci – wieś w Słowenii, w gminie Cerkvenjak. W 2018 roku liczyła 166 mieszkańców.